# 1772 en philosophie
Chronologie de la philosophie
- 1768
- 1769
- 1770
- 1771
- 1772
- 1773
- 1774
- 1775
- 1776

L’année 1772 a été marquée, en philosophie, par les événements suivants :

## Publications
- François Hemsterhuis : Lettre sur l'homme et ses rapports (1772, en ligne).

- Joseph Priestley : début de Institutes of Natural and Revealed Religion.

- Francesco Soave : Ricerche intorno all'istituzione naturale d'una società e d'una lingua.

## Décès
- Samuel Johnson (né en 1696) était un philosophe, un éducateur et un membre important de l'Église anglicane dans les colonies anglaises d'Amérique. Il fut le président de King's College à New York, aujourd'hui l'Université Columbia.

- 27 mars à Londres : Emanuel Swedenborg, né le 29 janvier 1688[1] à Stockholm, est un scientifique, théologien et philosophe suédois du XVIIIe siècle. Son nom originel Emanuel Svedberg (ou Swedberg) est devenu officiellement Swedenborg après son anoblissement[2].